# محمد بن حسين
محمد بن حسين هو باي المدية وحاكم بايلك التيطري ضمن أيالة الجزائر في العهد العثماني. امتد حكمه بين سنتي 1831 و1836 دخلت بعده المدية إمارة الجزائر بقيادة الأمير عبد القادر حتى 1840 تاريخ استعادة الفرنسيين للمدينة.